# Brug 145
Brug 145 is een vaste brug in Amsterdam Oud-West.

## Omschrijving
De verkeersbrug is gelegen in het verlengde van de Pieter Langendijkstraat en voert over het Jacob van Lennepkanaal. Van de zeven bruggen is dit de enige zonder naam en de meest westelijk gelegen. Net als bij de andere "oude" bruggen over het kanaal begon het hier met een elektrisch bedienbare ijzeren klapbrug. De Maatschappij Overtoom, verantwoordelijk voor de inrichting van de wijk had hier in 1900 de beweegbare brug neer laten leggen. Het kanaal diende als aanvoerroute van de groentenmarkt aan de Marnixstraat, waarbij de groenteboeren dus het gehele kanaal moesten afvaren. Toen die groentenmarkt verhuisde naar het terrein van de Centrale Markthallen aan de Kostverlorenvaart was een beweegbare brug niet langer nodig. Bovendien zorgde een dergelijke brug voor oponthoud in het andere verkeer, waaronder toenemend autoverkeer, en werd een vaste brug een betere optie. Het bureau rondom bruggenarchitect Piet Kramer van Publieke Werken kwam vervolgens met een ontwerp voor (toen) vijf nieuwe bruggen, waarbij de bruggen gedurende een periode van 60 maanden alle vervangen werden. De brug is gebouwd in de traditie van een sobere Amsterdamse Schoolstijl. De mengeling van bak- en natuursteen is hier terug te vinden, maar geen beeldhouwwerken. Bovendien hebben de smeedijzeren balustrades rechthoekige vormen, net als bij de andere vier bruggen.
De brug kent twee voetpaden van elk 2 meter breed en een rijdek van 5,50 meter breed. Het geheel wordt gedragen door een houten paalfundering; de overspanning wordt verzorgd door stalen liggers.

## Omgeving
Rondom de brug is de helft van de oorspronkelijke bebouwing inmiddels vervangen door nieuwbouw. Zo verdween hier in 1989 de Sint-Vincentiuskerk, niet vanwege saneringswerken maar vanwege sterke terugloop in bezoek. De hoek Jacob van Lennepkade en Pieter Langedijk werd in verband met verkrotting gesloopt net als enige panden aan de even kant van de kade. Anderzijds staat op de Jacob Van Lennepkade 259-261 een kapitaal dubbel woonhuis in chaletstijl uit circa 1905, in 1992 gekraakt in verband met verkrotting, maar daarna gerenoveerd en behouden.

## Afbeeldingen

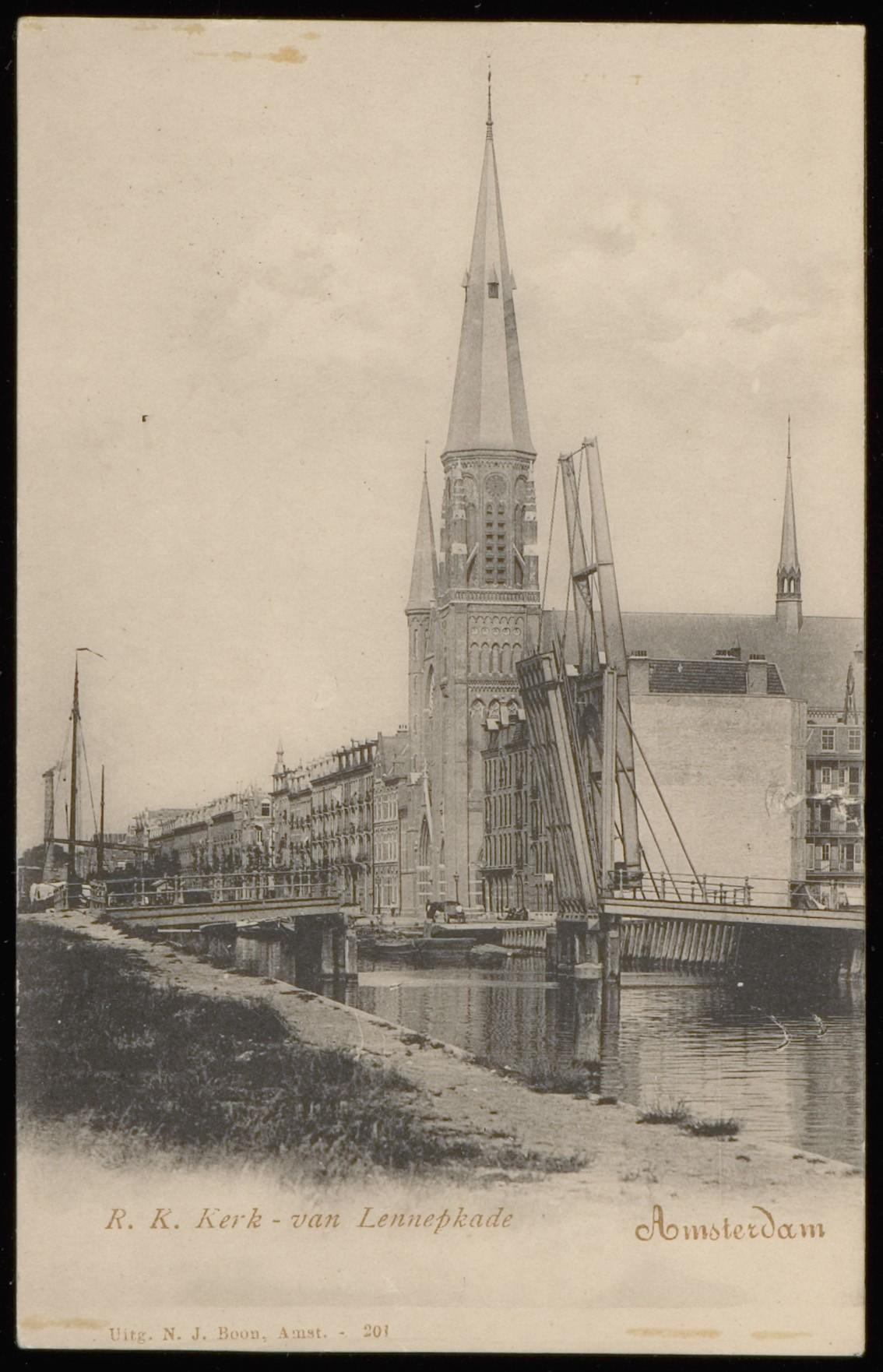
De brug van De Graaf in circa 1900; op de achtergrond de Sint-Vincentiuskerk
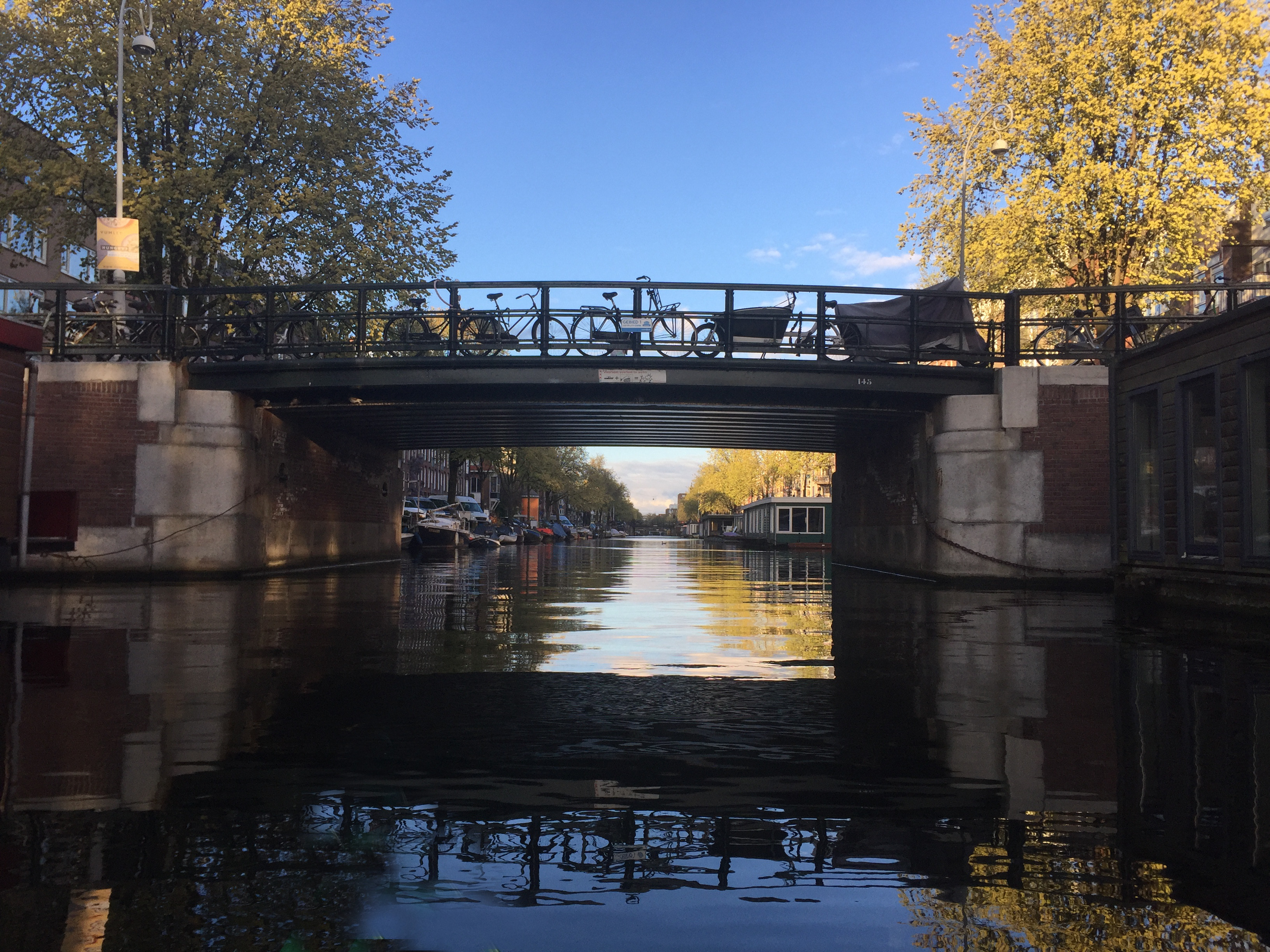
De brug gezien naar het oosten, april 2017
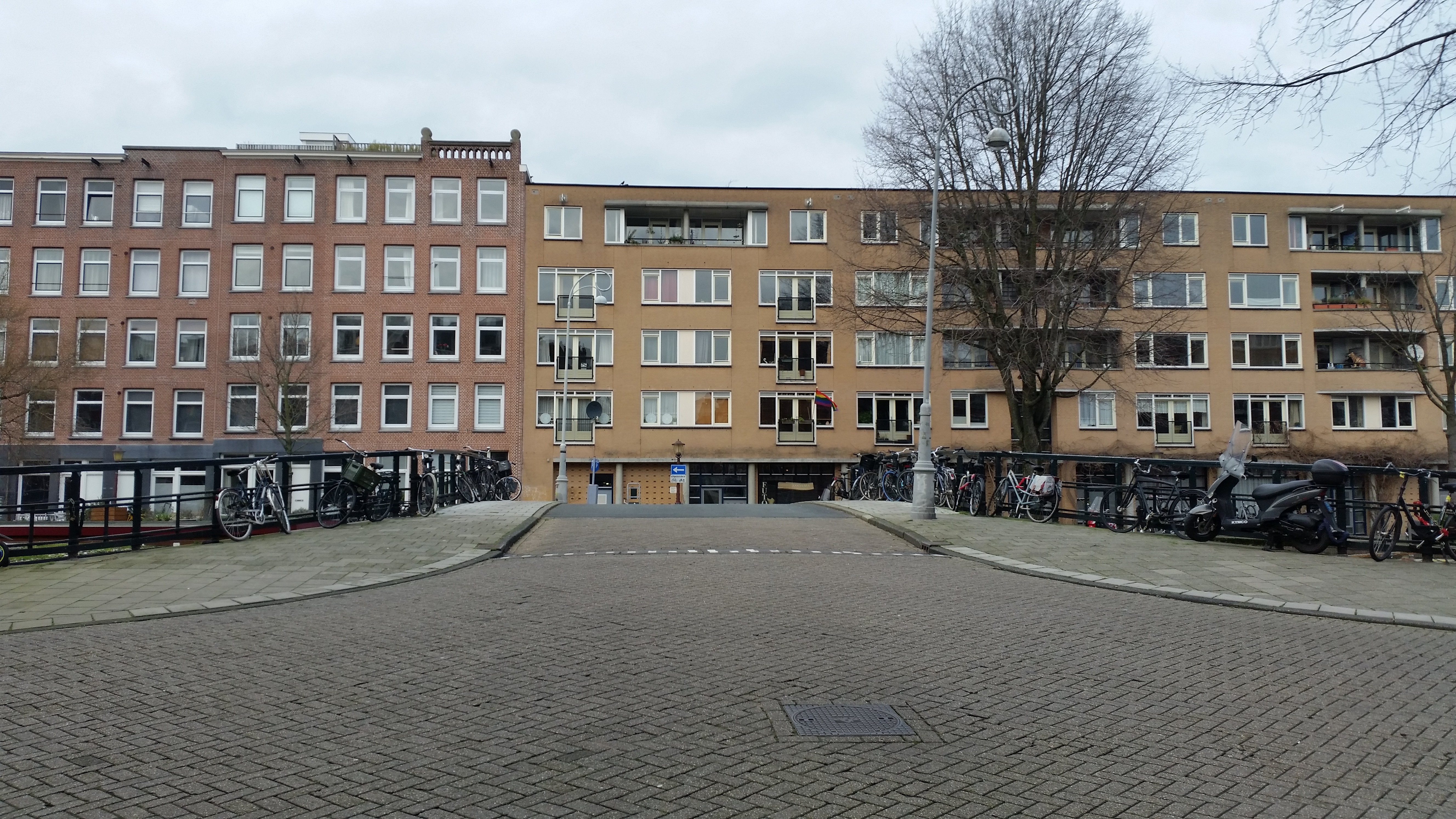
Brug 145 in januari 2019

<<< · 100 · 101 · 102 · 103 ·  105 · 106 · 107 · 108 · 109 ·  110 · 111 · 112 · 113 · 114 · 115 · 116 · 117 · 118 · 119 · 120 · 121 · 122 · 123 · 124 · 125 · 126 · 127 · 128 · 129 · 130 · 131 · 132 · 135 · 136 · 137 · 138 · 139 · 140 · 141 · 142 · 143 · 144 · 145 · 146 · 147 · 148 · 149 ·  150 · 151 · 152 · 155 · 156 · 159 · 160 · 161 · 162 · 163 · 164 · 165 · 166 · 167 · 168 · 169 ·  170 · 171 · 172 · 173 · 174 · 175 · 176 · 177 · 178 · 179 · 180 · 181 · 182 · 183 · 184 · 185 · 186 · 187 · 189 · 190 · 191 · 192 · 193 · 194 · 195 · 196 · 198 · 199 · >>>
Brugnummers 104, 133, 134, 153, 154, 157, 158, 188 en 197 zijn niet (meer) in gebruik.